# Курт Адольф Моннінгтон
Курт Адольф Моннінгтон (нім. Kurt Adolf Monnington; 29 вересня 1891, Гамбург — 17 лютого 1939, Гамбург) — німецький льотчик-ас, лейтенант Імперської армії.

## Біографія
Учасник Першої світової війни. Після служби в наземних військах Курт Моннінгтон став пілотом і якийсь час літав у складі 62-го льотного дивізіону. В 1917 року був переведений в 15-ту, а потім потрапив у 18-ту винищувальну ескадрилью внаслідок масового переведення льотчиків у березні 1918 року.
У червні 1918 року — після того, як Моннінгтон здобув 2 перемоги — 18-та ескадрилья була передислокована в район Меца для протидії повітряним нальотам американців, французів та англійських бомбардувальників з Independent Air Force, які тероризували Південну Німеччину. Там Моннінгтон збив ще 6 літаків — усі зі складу IAF, два з яких зіткнулися в бою 13 серпня 1918 року.

## Нагороди
- Залізний хрест
  - 2-го класу (14 червня 1915)
  - 1-го класу (12 грудня 1917)
- Орден «За військові заслуги» (Вюртемберг), лицарський хрест
- Почесний хрест ветерана війни з мечами